# کاماند ریج
کاماند ریج با ارتفاع ۶۵ متر (۲۱۳ فوت) بلندترین نقطه نائورو است.
گذر نزدیک کاماند ریج مرز بین بخش‌های آیوو و بوادا است.